# Liste der Gemeindeverbände im Département Marne
Das Département Marne liegt in der Region Grand Est in Frankreich. Es untergliedert sich in 15 Gemeindeverbände.
Siehe auch: Liste der Gemeinden im Département Marne

## Gemeindeverbände

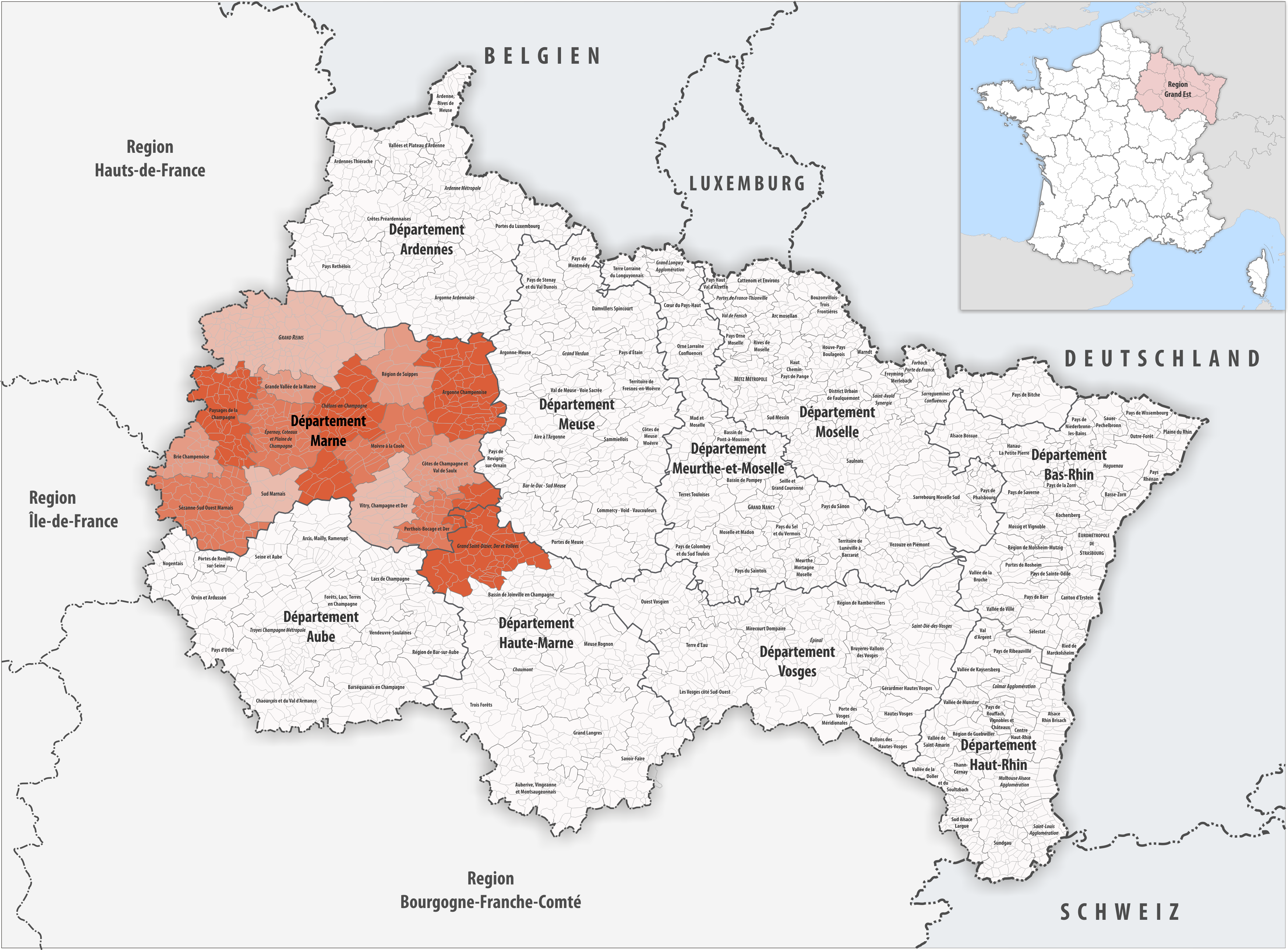
Gemeindeverbände im Département Marne

| Gemeindeverband                         | Gemeinden im Départ./Verband | Einwohner 1. Januar 2022 | Fläche km² | Dichte Einw./km² | SIREN- Nummer | Rechtsform                 | Gründungsdatum     |
| --------------------------------------- | ---------------------------- | ------------------------ | ---------- | ---------------- | ------------- | -------------------------- | ------------------ |
| Argonne Champenoise                     | 60/60                        | 11.667                   | 831,44     | 14               | 200 042 703   | Communauté de communes     | 1. Januar 2014     |
| Brie Champenoise                        | 20/20                        | 7.533                    | 290,04     | 26               | 245 100 888   | Communauté de communes     | 30. Dezember 2016  |
| Châlons-en-Champagne                    | 45/45                        | 78.298                   | 810,35     | 97               | 200 066 876   | Communauté d’agglomération | 21. September 2016 |
| Côtes de Champagne et Val de Saulx      | 40/40                        | 11.385                   | 450,70     | 25               | 200 067 379   | Communauté de communes     | 15. September 2016 |
| Épernay, Coteaux et Plaine de Champagne | 47/47                        | 46.800                   | 586,92     | 80               | 200 067 684   | Communauté d’agglomération | 12. September 2016 |
| Grand Reims                             | 143/143                      | 297.492                  | 1.432,36   | 208              | 200 067 213   | Communauté urbaine         | 1. Januar 2017     |
| Grand Saint-Dizier, Der et Vallées      | 10/60                        | 55.597                   | 929,75     | 60               | 200 068 666   | Communauté d’agglomération | 28. November 2016  |
| Grande Vallée de la Marne               | 14/14                        | 14.171                   | 182,82     | 78               | 245 100 615   | Communauté de communes     | 16. Dezember 1992  |
| Moivre à la Coole                       | 28/28                        | 9.374                    | 491,06     | 19               | 200 043 438   | Communauté de communes     | 29. Mai 2013       |
| Paysages de la Champagne                | 51/51                        | 20.721                   | 581,47     | 36               | 200 066 850   | Communauté de communes     | 15. September 2016 |
| Perthois-Bocage et Der                  | 25/25                        | 5.542                    | 287,51     | 19               | 200 042 992   | Communauté de communes     | 1. Januar 2014     |
| Région de Suippes                       | 16/16                        | 7.765                    | 479,50     | 16               | 200 042 620   | Communauté de communes     | 1. Januar 2014     |
| Sézanne-Sud Ouest Marnais               | 62/62                        | 20.917                   | 761,99     | 27               | 200 066 835   | Communauté de communes     | 15. September 2016 |
| Sud Marnais                             | 14/14                        | 5.834                    | 319,13     | 18               | 245 100 979   | Communauté de communes     | 30. Dezember 1998  |
| Vitry, Champagne et Der                 | 35/35                        | 23.412                   | 514,87     | 45               | 200 034 718   | Communauté de communes     | 14. November 2012  |